# Rennrodel-Amerika-Pazifikmeisterschaften 2012
Die Rennrodel-Amerika-Pazifikmeisterschaften 2012 wurden vom 8. bis 9. Februar 2013 im Rahmen des 8. Weltcuprennens der Saison 2012/13 auf der Olympia-Bobbahn Mount Van Hoevenberg in Lake Placid, Vereinigte Staaten ausgetragen. Es gab Wettbewerbe in den Einsitzern für Männer und Frauen und dem Doppelsitzer. Alle Wettbewerbe wurden in zwei Läufen entschieden, für die Wertung dienten die Ergebnisse der Weltcuprennen in den entsprechenden Disziplinen. Da die traditionell Ende Januar oder Anfang Februar ausgetragenen Rennrodel-Weltmeisterschaften 2013 im kanadischen Whistler stattfanden, wurde die nordamerikanische Weltcupstation, die für gewöhnlich für den Dezember terminiert wird, in zeitliche Nähe zur Veranstaltung gelegt. Es sollten damit der Reise- und Transportaufwand für die Sportlerinnen und Sportler sowie Verbände reduziert werden. Die kontinentalen Amerika-Pazifiktitelkämpfe des Jahres 2012 fanden somit erst zu Beginn des Jahres 2013 statt.
Im Einsitzer der Frauen gewann die US-Amerikaner Julia Clukey, im Einsitzer der Männer sicherte sich ihr Landsmann Christopher Mazdzer den Titel und die Wertung der Doppelsitzer gewannen die Kanadier Tristan Walker und Justin Snith.

## Titelverteidiger
Bei den vergangenen Amerika-Pazifikmeisterschaften 2011 im kanadischen Calgary siegten die Kanadierin Alex Gough im Einsitzer der Frauen, ihr Landsmann Samuel Edney im Einsitzer der Männer sowie das US-amerikanische Doppelsitzerpaar Matt Mortensen und Preston Griffall.

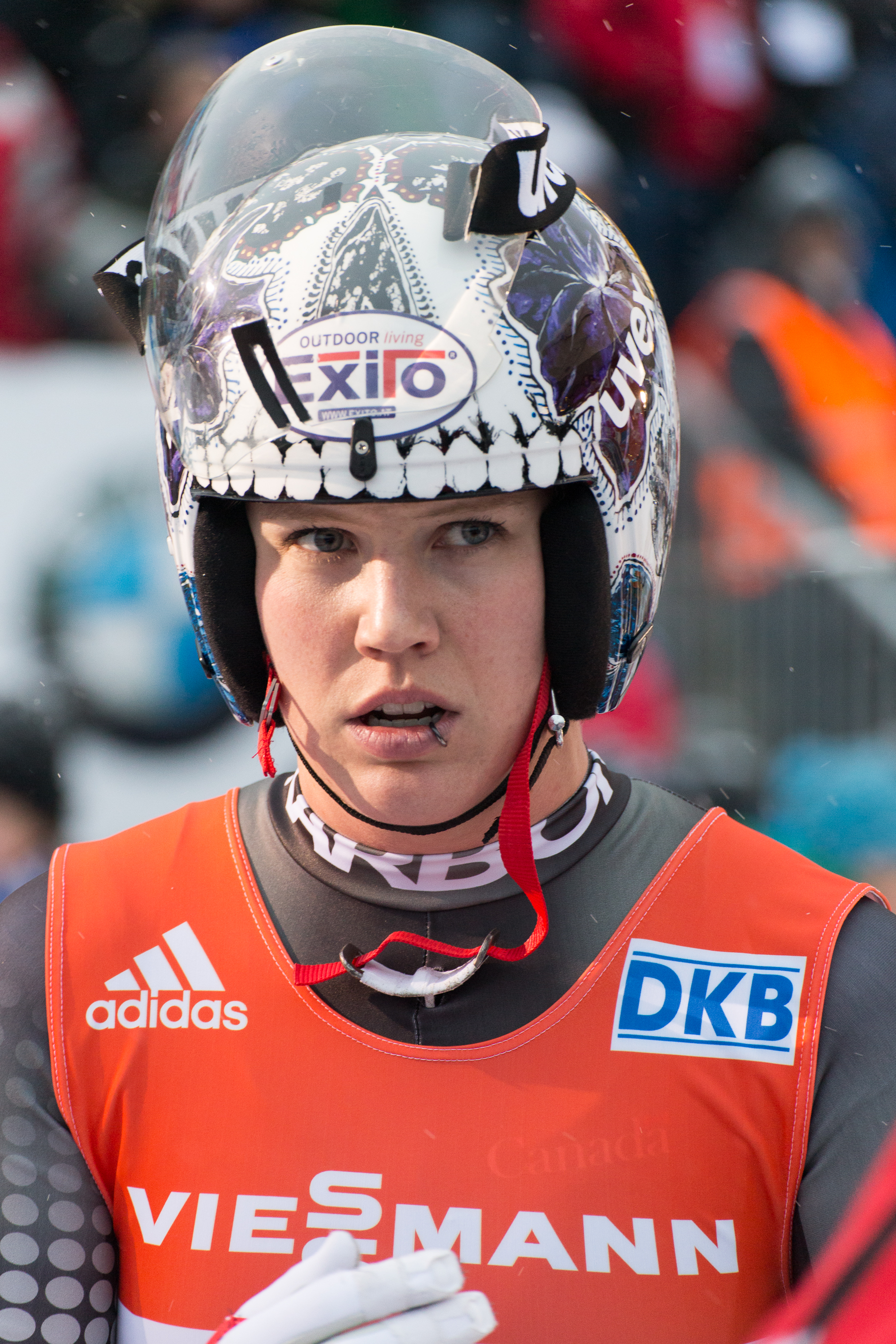
Alex Gough
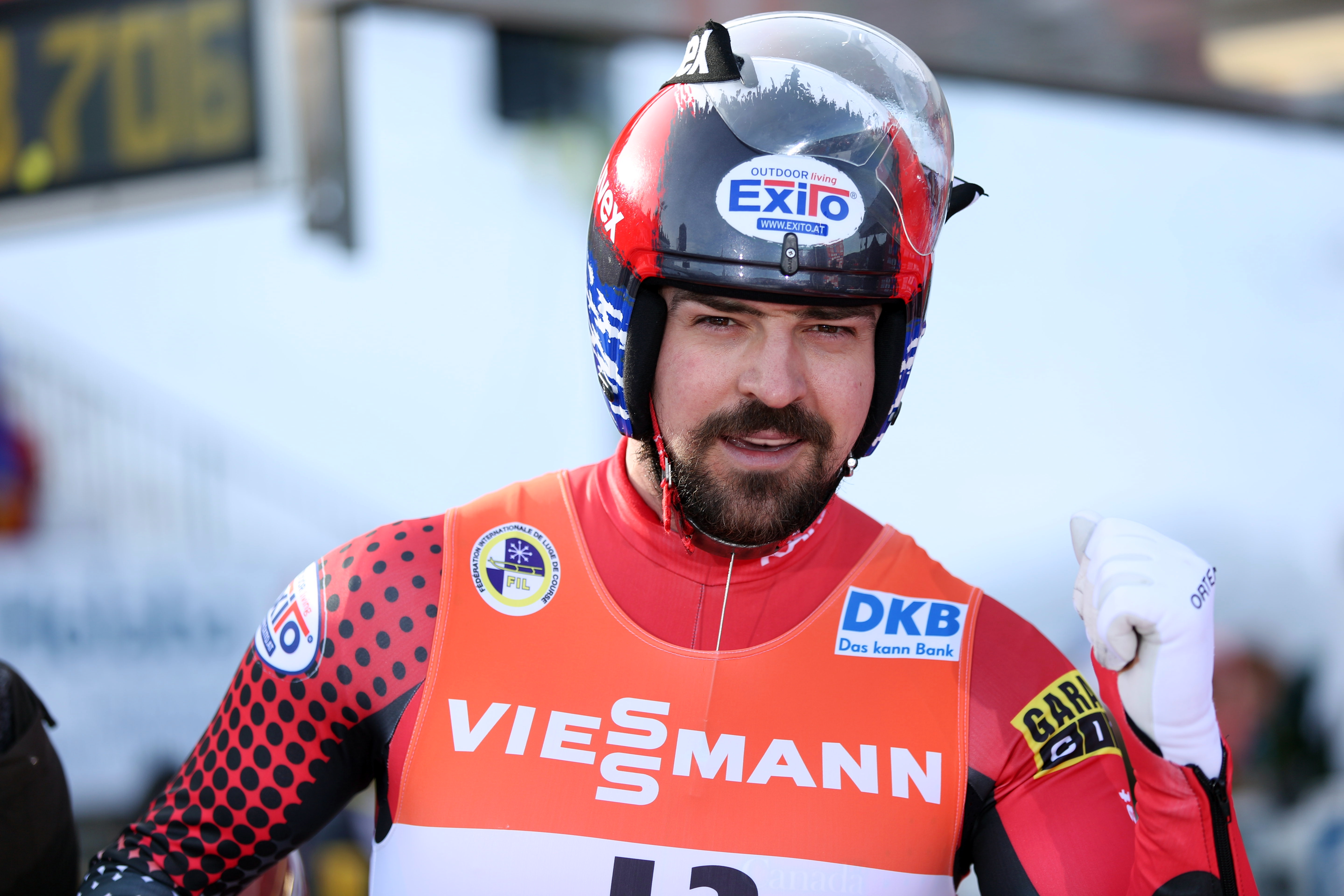
Samuel Edney
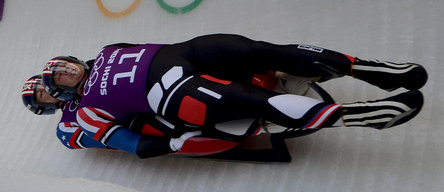
Matt Mortensen und Preston Griffall

## Einsitzer der Frauen
| Platz | Sportlerin      | Laufzeiten        | Zeit             |
| ----- | --------------- | ----------------- | ---------------- |
| 01    | Julia Clukey    | 44,383 s 44,352 s | 1:28,735 Minuten |
| 02    | Alex Gough      | 44,408 s 44,340 s | 1:+0,013 s       |
| 03    | Erin Hamlin     | 44,434 s 44,425 s | 1:+0,124 s       |
| 04    | Kate Hansen     | 44,660 s 44,640 s | 1:+0,565 s       |
| 05    | Emily Sweeney   | 44,751 s 44,695 s | 1:+0,711 s       |
| 06    | Kimberley McRae | 44,874 s 45,049 s | 1:+1,188 s       |
| 07    | Arianne Jones   | 45,024 s 44,935 s | 1:+1,224 s       |
| 08    | Jordan Smith    | 45,456 s 45,680 s | 1:+2,401 s       |

Datum: 8. Februar
Den Titel im Frauen-Einsitzer konnte sich überraschend die US-Amerikanerin Julia Clukey vor der Kanadierin Alex Gough und ihrer Teamkollegin Erin Hamlin sichern. Clukey fuhr im Weltcuprennen auf den zweiten Platz hinter der Deutschen Natalie Geisenberger, Gough wurde Dritte. Die weiteren Plätze der Amerika-Pazifik-Wertung sicherten sich Erin Hamlin, die im Weltcuprennen hinter Anke Wischnewski auf den fünften Platz fuhr, vor Kate Hansen (Platz 6 im Weltcuprennen) und Emily Sweeney, die den neunten Rang im Weltcuprennen erreichte. Kimberley McRae (12. im Weltcuprennen) wurde Sechste der Amerika-Pazifikmeisterschaften, ihre Landsfrau Arianne Jones (13. im Weltcuprennen) folgte direkt dahinter vor, der ebenfalls für Kanada startenden, Jordan Smith. Sie fuhr im Weltcuprennen auf Rang 19. Hansen, Sweeney, Jones und Smith hatten sich über den Nationencup für das Wertungsrennen qualifiziert. Clukey, Gough, Hamlin und McRae waren gesetzt.

## Einsitzer der Männer

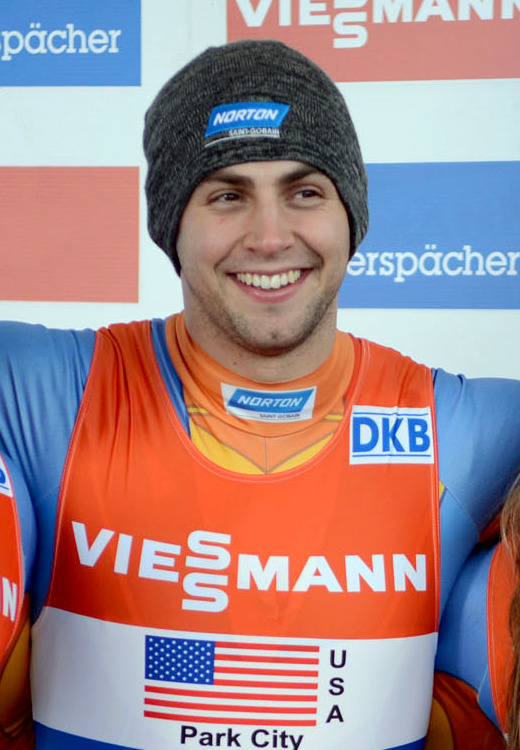
Christopher Mazdzer, Gewinner im Männer-Einsitzer

| Platz | Sportler            | Laufzeiten        | Zeit             |
| ----- | ------------------- | ----------------- | ---------------- |
| 01    | Christopher Mazdzer | 52,667 s 52,520 s | 1:45,187 Minuten |
| 02    | Samuel Edney        | 52,557 s 52,660 s | 1:+0,030 s       |
| 03    | Taylor Morris       | 52,579 s 52,643 s | 1:+0,035 s       |
| 04    | Joe Mortensen       | 52,635 s 52,657 s | 1:+0,105 s       |
| DNF   | Isaac Underwood     |                   |                  |

Datum: 9. Februar
Amerika-Pazifikmeister wurde der US-Amerikaner Christopher Mazdzer, der sich den Meisterschaftstitel vor dem Titelverteidiger Samuel Edney und seinem Teamkollegen Taylor Morris sicherte. Der US-Amerikaner Joe Mortensen wurde Vierter, sein Landsmann Isaac Underwood stützte bereits im ersten Lauf und erreichte das Ziel nicht. Mazdzer wurde im Weltcuprennen Fünfter, Edney und Morris folgten auf den Rängen 6 bzw. 7, Mortensen fuhr auf Rang 11. Alle Starter hatten sich über den Nationencup für das Wertungsrennen qualifizieren müssen. Dem ebenfalls im Nationencup angetretenen Jayson Terdiman gelang dies nicht.

## Doppelsitzer

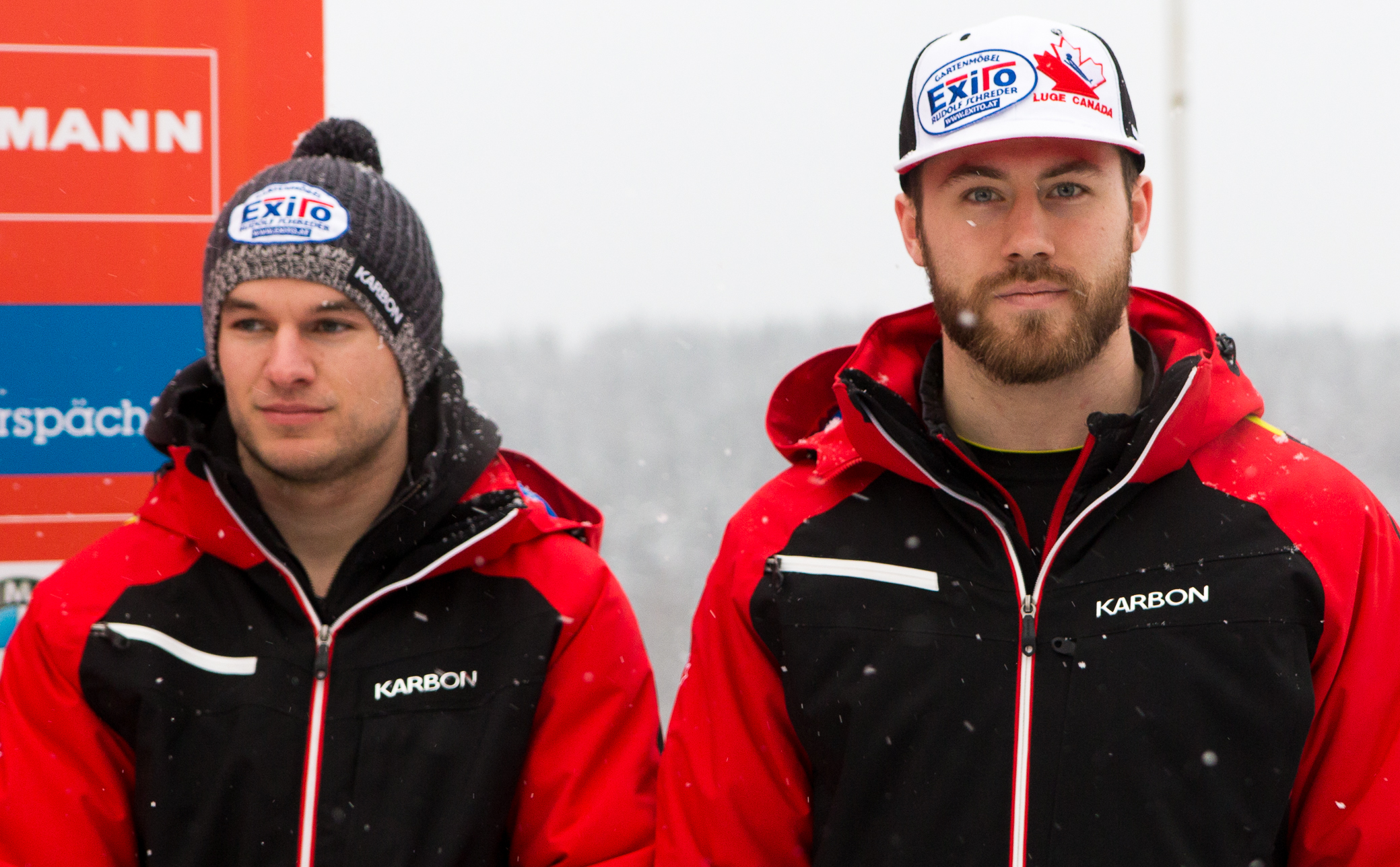
Tristan Walker und Justin Snith, Gewinner im Doppelsitzer

| Platz | Sportler                        | Laufzeiten        | Zeit             |
| ----- | ------------------------------- | ----------------- | ---------------- |
| 01    | Tristan Walker/Justin Snith     | 44,237 s 44,333 s | 1:28,570 Minuten |
| 02    | Matt Mortensen/Preston Griffall | 44,441 s 44,472 s | 1:+0,343 s       |
| 03    | Jacob Hyrns/Andrew Sherk        | 44,494 s 44,618 s | 1:+0,542 s       |

Datum: 8. Februar
Es nahmen drei Doppelsitzerpaare an dem Wettbewerb teil, zu dem sich alle Starter über den Nationencup qualifizieren mussten. Den Titel der Amerika-Pazifikmeisterschaft sicherten sich die Kanadier Tristan Walker und Justin Snith vor den US-Amerikanern Matt Mortensen und Preston Griffall und deren Landmännern Jacob Hyrns und Andrew Sherk. Im regulären Weltcuprennen kamen die Sieger Walker/Snith vor Linger/Linger und Mortensen/Griffall auf Rang 4, Hyrns/Sherk erreichten als Achte das Ziel.

## Medaillenspiegel
| Platz | Land               | Gold | Silber | Bronze | Gesamt |
| ----- | ------------------ | ---- | ------ | ------ | ------ |
| 1     | Vereinigte Staaten | 2    | 1      | 3      | 6      |
| 2     | Kanada             | 1    | 2      | 0      | 3      |